# Berrnabbane
Berrnabbane är en kulle i Antarktis. Den ligger i Östantarktis. Norge gör anspråk på området.
Terrängen runt Berrnabbane är varierad. Trakten är obefolkad. Det finns inga samhällen i närheten.